# Petrovácz István
Petrovácz István (Budapest, 1933. június 22. – Budapest, 2007. december 21.) magyar író, műfordító, a Magyar Írószövetség tagja, a Móra Kiadó volt irodalmi vezetője, főszerkesztője.

## Művei

### Könyvek
- Egy pártszervező naplójából (Kossuth, Budapest, 1963)
- Fácános út (Móra, Budapest, 1965)
- Mire elolvad a hó (Móra, Budapest, 1967)
- Tavasz Óbudán (Móra, Budapest, 1974)
- Nevelem a családom (Móra, Budapest, 1979)
- Szombatra péntek (Móra, Budapest, 1980)
- 13 fő, egy kutya és egy igazgató (Móra, Budapest, 1982 / "Lager v gorah", Ifjúsági kiadó, Moszkva, 1987)[3]
- Lány a Wiktorskán (Móra, Budapest, 1984)
- Csere Rudi (Móra, Budapest, 1985)
- Tűzparipa és villámkard (Móra, Budapest, 1986)
- Keserű vakáció (Móra, Budapest, 1987)
- Szimacsek tanár úr kettős élete (Móra, Budapest, 1988)
- Az Isten, a Sátán és a Muzsik (Móra, 1989)
- A Süldő Madonna (Móra, 1990)
- A tizedik bolygó (Móra, Budapest, 1991)
- Iparkodó magyarok. Gazdaságunk első ezer éve; Móra, Bp., 2000
- Keleti szláv regék és mondák; feld., jegyz., utószó Petrovácz István; Móra, Bp., 2003
- Bálványos vár. Jókai regénymesék; szerzői, Budakalász, 2004
- Iparkodó elődök – sorsfordító magyarok; 2. bőv., átdolg. kiad.; szerzői, Budakalász, 2006

### Fordítások
- Sukurbek Bejsenalijev, Kajum Tangrikuliev, Olesz Honcsar: A kisbárány, akinek szarva nőtt (Három elbeszélés)
- Eduard Szkobeljev: A zöld folyó titka
- Jurij Jakovlev: Barátom, az oroszlán
- Jurij Jakovlev: Megyek az orrszarvú után
- Jurij Jakovlev: Érclovas a város felett
- Szakonyi Csilla (szerk.): Halál egy marék sóért
- Szergej Alekszejev: Kis történetek nagy időkről
- Szergej Mihalkov: Álom folytatásokban
- Szergej Obrazcov: Egy pingvinfióka története
- Szergej Obrazcov: Így nem szabad, így lehet, így kell
- Vangeli: Guguce kalandjai
- Vologyimir Ladizsec: Gyí, lovam, gyí, nádparipám!
- Vszevolod Nyesztajko: Egyes bekarikázva

### Forgatókönyvek
- Csere Rudi (Színes magyar ifjúsági film, 59', 1988. Rendezte: Fejér Tamás)[4]
- Gyalogbéka (Színes magyar ifjúsági film, 30', 1985. Rendezte: Fejér Tamás)[5]

### Szerkesztések
- Keleti szláv regék és mondák (Móra, Budapest, 2003)

### Versek
- Ötórai vers